# Moriondo Torinese
Moriondo Torinese – miejscowość i gmina we Włoszech, w regionie Piemont, w prowincji Turyn.
Według danych na rok 2004 gminę zamieszkiwały 763 osoby, 127,2 os./km².